# Élections générales britanno-colombiennes de 2001
L'élection générale britanno-colombienne de 2001 fut déclenchée le 18 avril 2001 et fut tenue le 16 mai afin d'élire les députés de la 37e législature à l'Assemblée législative de la Colombie-Britannique. Il s'agit de la 37e élection générale depuis l'adhésion de la Colombie-Britannique à la confédération canadienne en tant que 6e province du Canada en 1871. Le Parti libéral de la Colombie-Britannique, dirigé par Gordon Campbell, rafle tous les sièges à l'Assemblée législative sauf deux, et forme un gouvernement majoritaire.

## Contexte
Le gouvernement du Nouveau Parti démocratique avait été ébranlé par le scandale qui avait mené à la démission du chef néo-démocrate et premier ministre Glen Clark. Clark fut remplacé par Ujjal Dosanjh, un homme politique respecté ; toutefois, Dosanjh ne réussit pas à redorer le blason du parti.
Le British Columbia Unity Party avait été créé en tant que fusion de différents partis de droite. Au départ, le Parti réformiste, le Parti Crédit social, le Parti britanno-colombien et le Parti de la coalition des familles s'étaient regroupés sous la bannière du Unity Party. Toutefois, au moment du déclenchement de l'élection, seuls la Coalition des familles et une forte majorité des membres du Parti réformiste demeuraient encore dans la coalition. Les autres partis s'étaient tous retirés pour continuer indépendamment. Ron Gamble, chef et président du Parti réformiste, continue son opposition à toute fusion des partis de droite jusqu'à l'effondrement éventuel du Unity Party en 2004 après l'échec d'une deuxième tentative de fusion avec le Parti conservateur.
Ces événements contribuent grandement à la victoire du Parti libéral, qui est un véritable raz-de-marée : dirigé par Gordon Campbell, un ancien maire de Vancouver, le parti remporte plus de 57 % du vote populaire et 77 sièges sur 79 à l'Assemblée législative. Le gouvernement néo-démocrate est lourdement défait, perdant près de la moitié de sa part du vote populaire depuis l'élection précédente et ne gardant que 2 sièges à l'Assemblée, un nombre insuffisant pour le statut officiel de parti reconnu dont la limite est fixée à 4. Ujjal Dosanjh est lui-même défait dans sa circonscription, et démissionne en tant que chef du parti peu après l'élection.

## Résultats
| Parti | Parti                         | Chef                | Candidats | Sièges | Sièges | Sièges | Sièges | Voix      | Voix     | Voix   |
| Parti | Parti                         | Chef                | Candidats | 1996   | diss.  | Élus   | +/-    | Nb        | %        | +/-    |
| ----- | ----------------------------- | ------------------- | --------- | ------ | ------ | ------ | ------ | --------- | -------- | ------ |
|       | Libéral                       | Gordon Campbell     | 79        | 33     | NC     | 77     | +44    | 916 888   | 57,62 %  | +15,80 |
|       | NPD                           | Ujjal Dosanjh       | 79        | 39     | NC     | 2      | -37    | 343 156   | 21,56 %  | -17,89 |
|       | Vert                          | Adriane Carr (en)   | 72        | -      | NC     | -      | -      | 197 231   | 12,39 %  | +10,40 |
|       | Unité (en)                    | Chris Delaney       | 56        | -      | NC     | -      | -      | 51 426    | 3,23 %   | +2,97  |
|       | Marijuana                     | Brian Taylor        | 79        | -      | NC     | -      | -      | 51 206    | 3,22 %   | -      |
|       | Indépendant                   | Indépendant         | 79        | -      | NC     | -      | -      | 14 588    | 0,92 %   | +0,28  |
|       | Réformiste                    |                     | 9         | 2      | NC     | -      | -2     | 3 439     | 0,22 %   | -9,05  |
|       | All Nations                   |                     | 6         | -      | NC     | -      | -      | 3 380     | 0,21 %   | -      |
|       | Conservateur                  | Barry Chilton       | 6         | -      | NC     | -      | -      | 2 417     | 0,15 %   | +0,09  |
|       | Crédit social                 |                     | 2         | -      | NC     | -      | -      | 1 948     | 0,12 %   | -0,27  |
|       | BC Action                     |                     | 5         | -      | NC     | -      | -      | 1 636     | 0,10 %   | -      |
|       | Aucune appartenance           | Aucune appartenance | 6         | -      | NC     | -      | -      | 727       | 0,05 %   | -      |
|       | Front populaire               |                     | 11        | -      | NC     | -      | -      | 720       | 0,05 %   | -      |
|       | Western Reform                |                     | 1         | -      | NC     | -      | -      | 621       | 0,04 %   | -      |
|       | Citizens Alliance Now         |                     | 2         | -      | NC     | -      | -      | 584       | 0,04 %   | -      |
|       | Council of British Columbians |                     | 2         | -      | NC     | -      | -      | 399       | 0,03 %   | -      |
|       | Communiste                    |                     | 4         | -      | NC     | -      | -      | 381       | 0,02 %   | +0,01  |
|       | Freedom                       |                     | 2         | -      | NC     | -      | -      | 240       | 0,02 %   | -      |
|       | Party of Citizens...          |                     | 2         | -      | NC     | -      | -      | 82        | 0,01 %   | -      |
|       | Patriote                      |                     | 1         | -      | NC     | -      | -      | 82        | 0,01 %   | -      |
|       | Citizens Commonwealth         |                     | 4         | -      | NC     | -      | -      | 49        | 0,00 %   | -      |
|       | Central                       |                     | 3         | -      | NC     | -      | -      | 41        | 0,00 %   | -      |
| Total | Total                         | Total               | 456       | 75     | 75     | 79     |        | 1 591 306 | 100,00 % |        |

## Source
- (en) Cet article est partiellement ou en totalité issu de l’article de Wikipédia en anglais intitulé « British Columbia general election, 2001 » (voir la liste des auteurs).